# Sophia Hedwig van Brunswijk-Wolfenbüttel

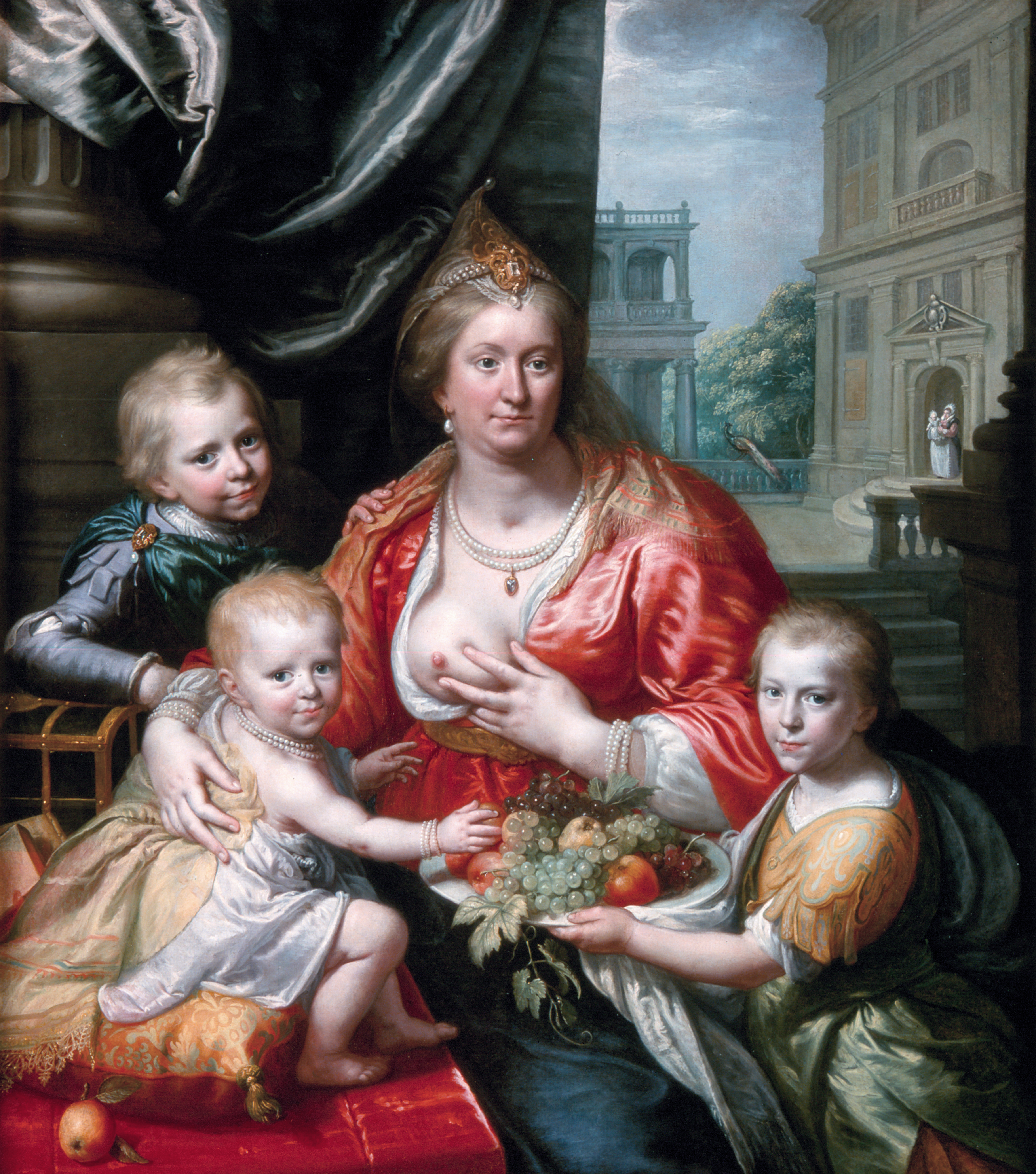
Portret van Sophia Hedwig als "caritas" en haar kinderen (1621), door Paulus Moreelse, Paleis Het Loo

Sophia Hedwig, hertogin van Brunswijk-Wolfenbüttel (Wolfenbüttel, 20 februari 1592 - Arnhem, 23 januari 1642), gravin van Spiegelberg, was een dochter van regerend hertog Hendrik Julius van Brunswijk-Wolfenbüttel en Elisabeth, prinses van Denemarken.

## Levensloop
Op 8 juni 1607 huwde ze Ernst Casimir van Nassau-Dietz, waardoor zij ook de titel gravin van Nassau-Dietz kreeg. Bij haar huwelijk bracht zij het graafschap Spiegelberg in het huis Nassau-Dietz in. Sophia Hedwig liet het graafschap na aan haar tweede zoon, Willem Frederik van Nassau-Dietz, de latere stadhouder van Friesland. Spiegelberg deelde vanaf dat moment de lotgevallen van het huis Nassau-Dietz (sinds 1702 Oranje-Nassau). Pas koning Willem I verkocht zijn rechten aan het koninkrijk Hannover.

## Portretten
Sophia Hedwig heeft zich in haar leven verschillende keren laten portretteren. De Friese kunstenaar Wybrand de Geest vervaardigde als 'hofschilder' vele portretten. De Geest was een begenadigd portretschilder die niet alleen opdrachten kreeg van de Friese Nassaus maar ook zijn geld verdiende met het vereeuwigen van de Friese Adel. De portretten van Sophia Hedwig zijn vaak bedoeld als pendant van haar echtgenoot Ernst Casimir. Opvallend is een portret in de collectie van Paleis het Loo van een jonge Sophia Hedwig gekleed in een rode japon, toegeschreven aan De Geest.

Verder is de stadhoudersvrouw ook bekend door de allegorische portretgroep waar Sophia Hedwig is afgebeeld als caritas, te midden van haar drie zoons Willem Frederik, Hendrik Casimir en Maurits van Nassau-Dietz, Op de achtergrond staat een min in de deuropening, met op haar hand kleine Elisabeth als baby. Dit portret bevindt zich in de collectie van Rijksmuseum Paleis het Loo. Een tweede, geactualiseerde versie van dit schilderij bevindt zich in de collectie van het Fries Museum. In dit schilderij, dat mogelijk uit het atelier van Moreelse of uit zijn directe omgeving komt, heeft Elisabeth een volwaardige plek in de compositie ingenomen, waardoor de oudere kinderen van plaats hebben gewisseld om ruimte voor haar te maken. Het schilderij is te zien in het Princessehof in Leeuwarden, in de vaste presentatie 'Maria Louise, prinses van Oranje-Nassau'.

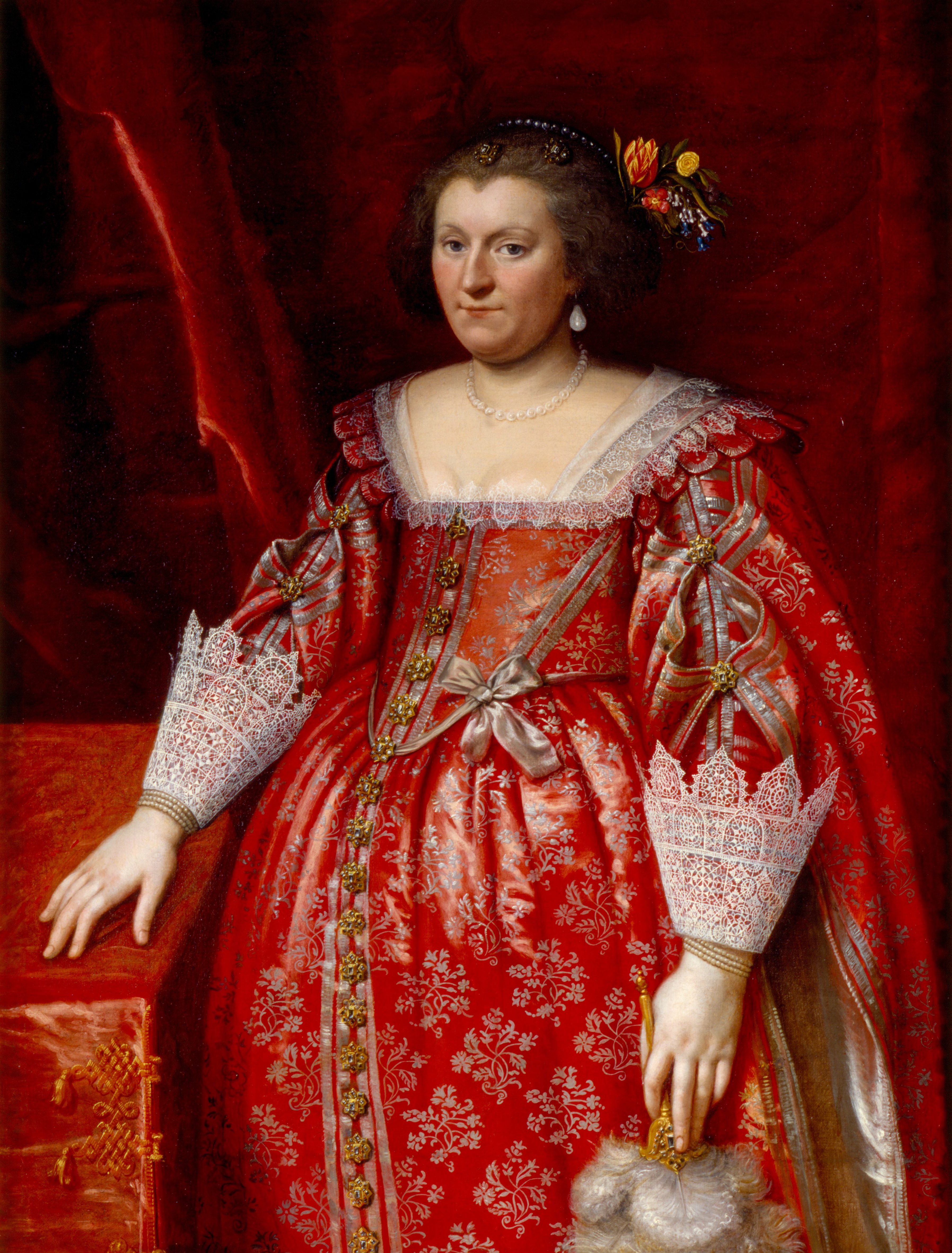
Sophia Hedwig van Brunswijk-Wolfenbüttel, gravin van Nassau-Dietz, toegeschreven aan Wybrand de Geest, circa 1624, Koninklijke Verzamelingen Paleis het Loo
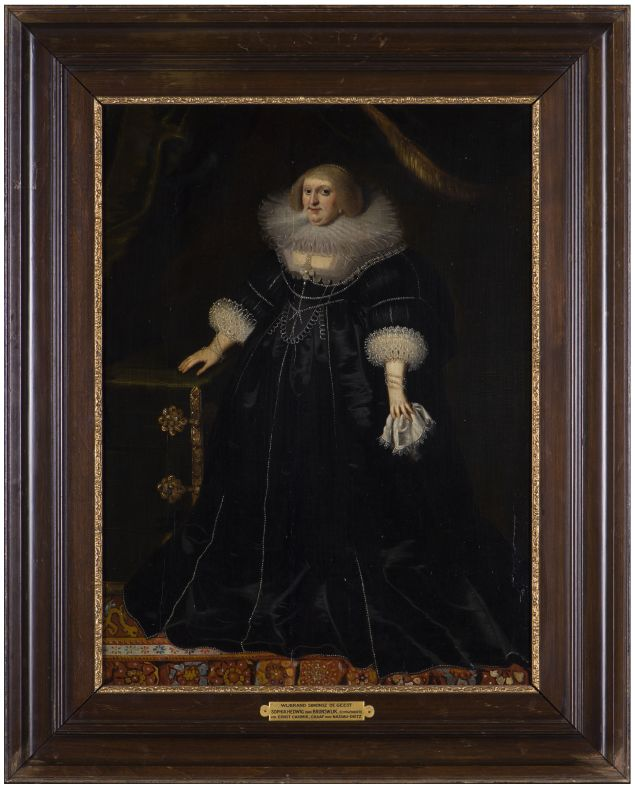
rondom Wybrand de Geest, portret van Sophia Hedwig, Fries Museum
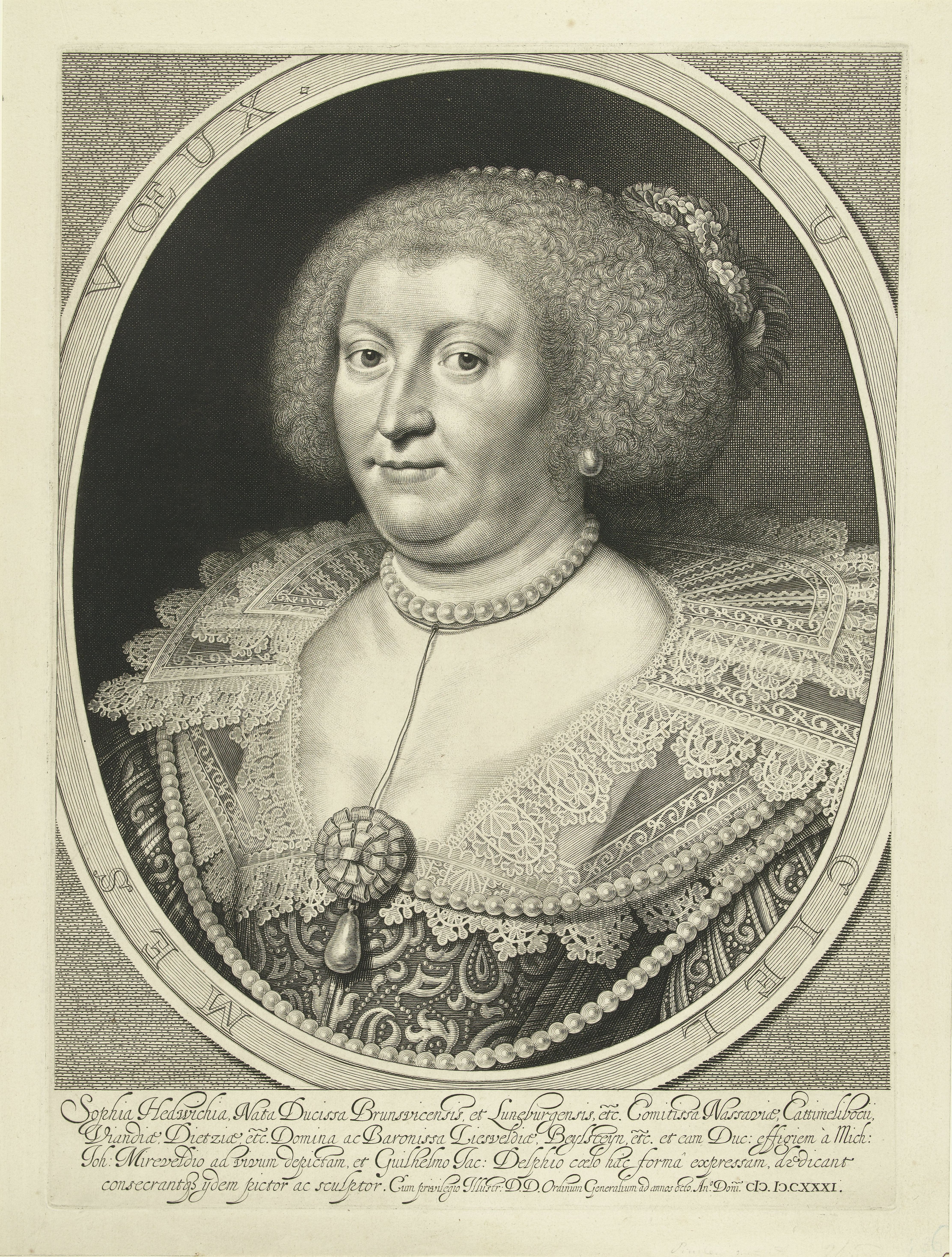
Rijksmuseum
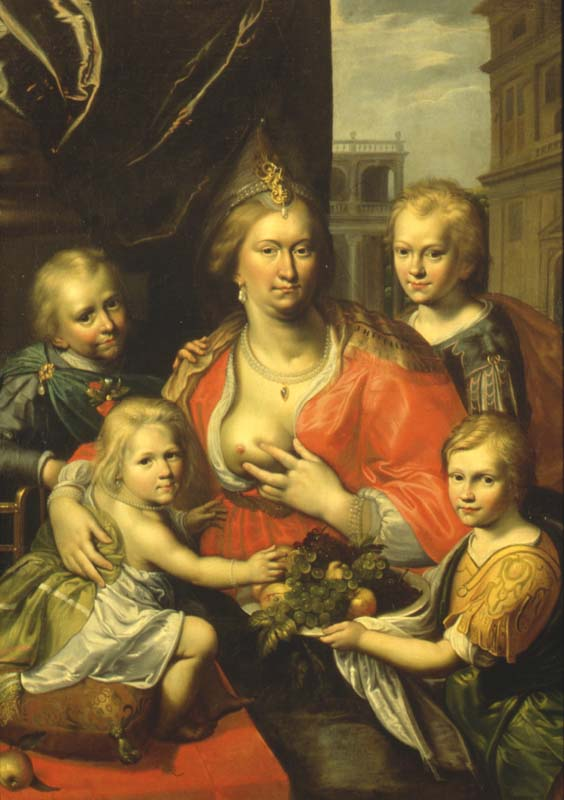
Sophia Hedwig als caritas, omgeving Paulus Moreelse, Fries Museum

## Gezin
Bij haar man kreeg Sophia Hedwig de volgende negen kinderen:
| Naam            | Geboorte         | Overlijden        | Opmerkingen                                        |
| --------------- | ---------------- | ----------------- | -------------------------------------------------- |
| dochter         | 1608             | 1608              | Doodgeboren dochter                                |
| zoon            | 1609             | 1609              | Doodgeboren zoon                                   |
| zoon            | 1610             | 1610              | Naamloze zoon                                      |
| Hendrik Casimir | 1612             | 1640              | De latere Graaf Hendrik Casimir I van Nassau-Dietz |
| Willem Frederik | 1613             | 1664              | Graaf en later vorst van Nassau-Dietz.             |
| Elisabeth       | 25 juli 1614     | 18 september 1614 | Stierf jong.                                       |
| Johan Ernst     | 29 maart 1617    | mei 1617          | Stierf jong.                                       |
| Maurits         | 21 februari 1619 | 18 september 1628 | overleden aan de pokken                            |
| Elisabeth Friso | 25 november 1620 | 20 september 1628 | overleden aan de pokken                            |

Sophia Hedwig is na haar overlijden bijgezet in de Grafkelder van de Friesche Nassau's in Leeuwarden.